# كيس دفيلي

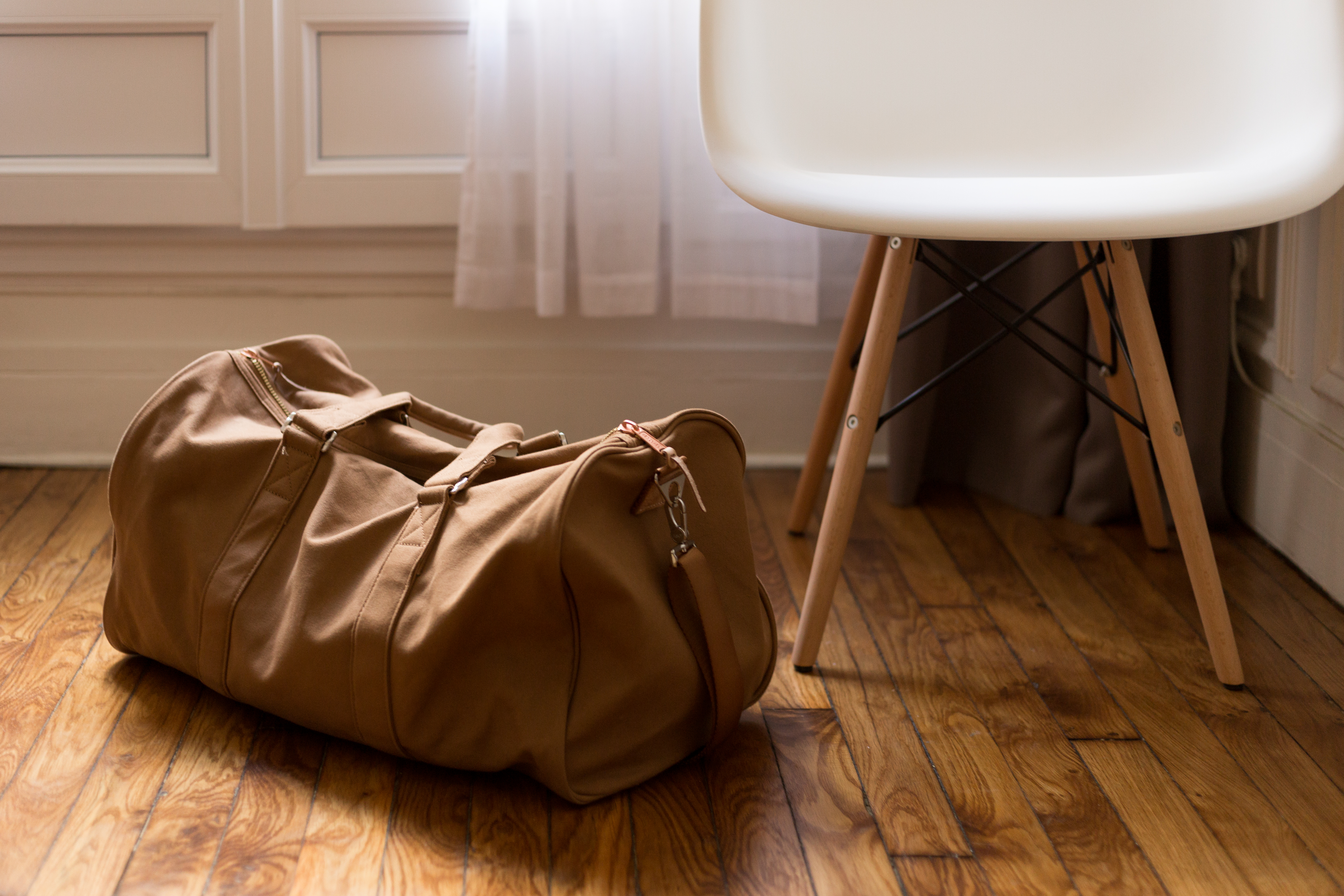
حقيبة دفيلية

الكيس الدَّفيليّ أو الحقيبة الدَّفيلية أو الدفيل اختصارًا هي حقيبة كبيرة مصنوعة من نسيج طبيعي أو صناعي عادة قماشية، تاريخياً مع إغلاق علوي باستخدام تكة. يستخدم حقيبةَ الدفيل أفراد ضباط الصف في الجيش، وللسفر والرياضة والاستجمام من قبل المدنيين.  عندما يستخدمه بحار أو مشاة البحرية ، يُعرف القماش الخشن باسم كيس أو حقيبة البحر. هيكل الدفيل المفتوح ونقص الصلابة يجعله قابلاً للتكيف مع حمل المعدات الرياضية والأشياء الضخمة المماثلة. اسم الحقيبة مستمدم من اسم القماش المصنوعة منه والذي ينسب بدوره إلى مدينة دفيل في بلجيكا

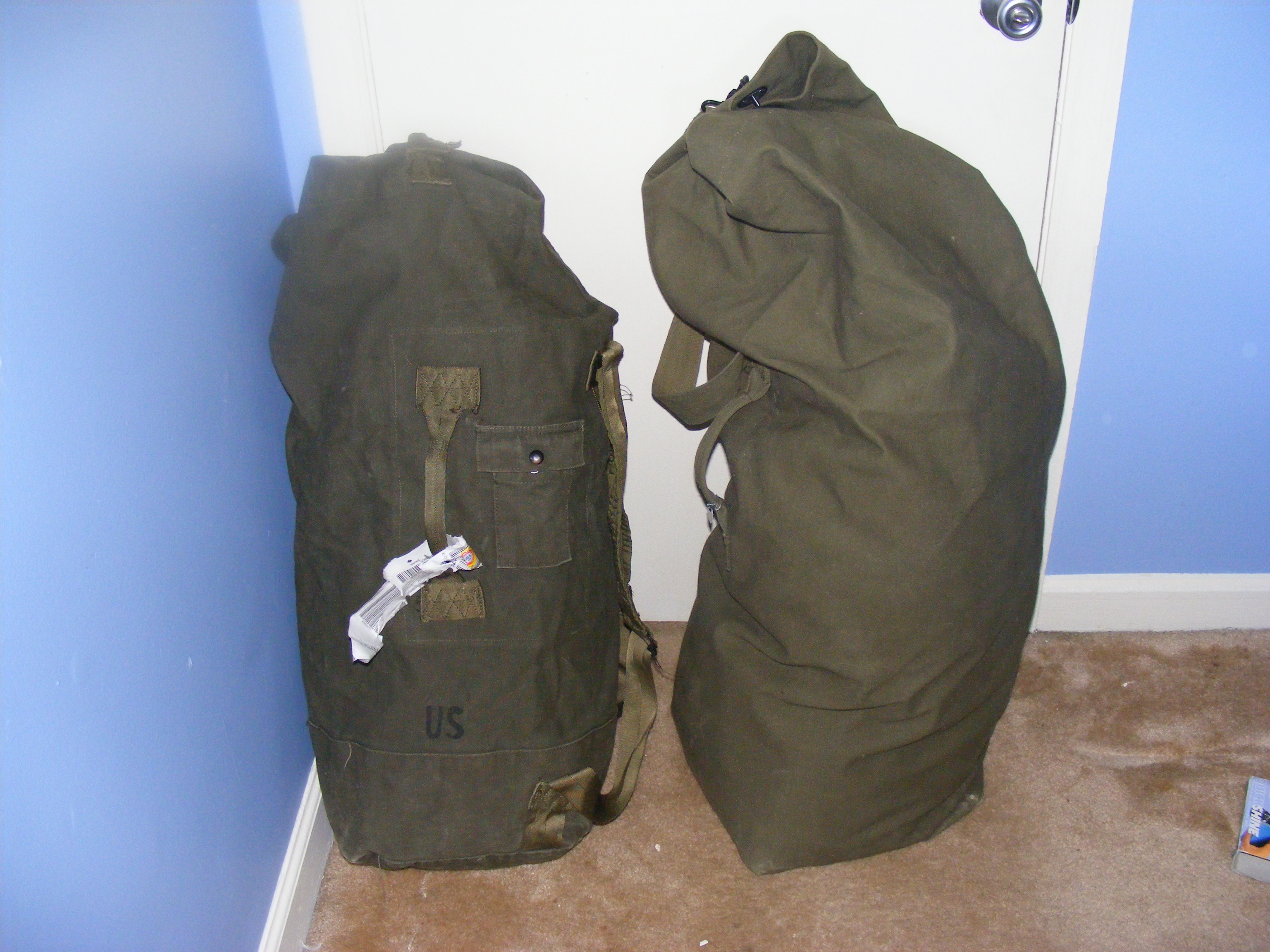
حقائب دفيل مُصدرة للجيش الأمريكي